# Вальднойкирхен
Вальднойкирхен (нем. Waldneukirchen) — коммуна (нем. Gemeinde) в Австрии, в федеральной земле Верхняя Австрия. 
Входит в состав округа Штайр.  Население составляет 2223 человека (на 31 декабря 2005 года). Занимает площадь 26 км². Официальный код  —  41518.

## Политическая ситуация
Бургомистр коммуны — Манфред Фройденталер (АНП) по результатам выборов 2003 года.
Совет представителей коммуны (нем. Gemeinderat) состоит из 25 мест.
- АНП занимает 14 мест.
- СДПА занимает 6 мест.
- другие: 3 места.
- АПС занимает 2 места.